# Institut für Jugendliteratur
Das Institut für Jugendliteratur in Wien, 1965 als gemeinnütziger Verein gegründet, ist Service-, Dokumentations- und Kommunikationszentrum für alle Bereiche der Kinder- und Jugendliteratur, Literaturvermittlung und Leseförderung.
Die Arbeitsschwerpunkte des Instituts für Jugendliteratur sind:
- Fort- und Weiterbildung von Vermittlern (professionell an Kinder- und Jugendliteratur Interessierten) durch Vorträge und Workshops
- zielgruppenspezifische Buchempfehlungen (z. B. auf LehrerinnenWEB, monatliche Jugendbuchtipps in der Ö1 Büchersendung Ex libris)
- Erarbeitung bzw. Vermittlung von Informationen (Datenbanken und Dokumentenlieferung) aus der größten Fachbibliothek Österreichs zur Kinder- und Jugendliteratur, Leseforschung und Leseförderung
- Literaturvermittlungsprojekte, z. B. Literatur für junge LeserInnen (Wiens größtes Kinderliteraturfestival) oder Lesen im Park (außerschulische Leseförderungsinitiative im Rahmen des Wiener Ferienspiels)
- Nachwuchsförderung von jungen Autoren und Illustratoren, z. B. DIXI Kinderliteraturpreis, Schreibzeit für junges Publikum, Manuskriptservice (Begutachtung noch nicht veröffentlichter Texte)
- Internationale Netzwerkbildungen, z. B. nationale Vertretung in der weltweit agierenden Organisation IBBY, Koordination von und Teilnahme an EU-Projekten

Das Institut ist Medieninhaber und Chefredaktion von 1000 und 1 Buch. Das Magazin für Kinder- und Jugendliteratur, das vier Mal im Jahr erscheint.